# Солдатская (станция)
Солда́тская — железнодорожная станция (населённый пункт) в Прохладненском районе Кабардино-Балкарской Республики. Входит в состав муниципального образования «Сельское поселение станица Солдатская».

## География
Населённый пункт расположен в северо-западной части Прохладненского района, между Северо-Кавказской железной дорогой (с востока) и автотрассой Р-262 (с запада). Находится в 2,5 км к северу от сельского центра — станицы Солдатская, в 16 км к северо-западу от районного центра Прохладный и в 60 км к северо-востоку от города Нальчик.
Граничит с землями населённых пунктов: станица Солдатская на юге, Заречное на севере, Комсомольское на северо-востоке, Шарданово и Учебное на юго-востоке.
Населённый пункт расположен на наклонной Кабардинской равнине, в равнинной зоне республики. Средние высоты на территории станции составляют около 270 метров над уровнем моря. Рельеф местности представляет собой в основном предгорные холмистые равнины. Плоскостная слабо-волнистая равнина имеет постепенное понижение с запада на восток. Вдоль Северо-Кавказской железной дороги тянутся бугристые возвышенности. 
К северу от поселения проходит мелиоративный канал — Малка-Кура, а к югу — канал имени Ленина.
Климат влажный умеренный. Лето тёплое, со средними температурами июля около +24,0°С. Зима прохладная, со средними температурами января около -2,5°С. Среднегодовая температура воздуха составляет +11,0°С. Среднегодовое количество осадков составляет около 700 мм. Основное количество осадков выпадает в период с апреля по июнь. Снежный покров в основном лежит в период с середины декабря до начала марта. Однако зимой часты оттепели и даже в январе температуры могут подниматься до +10…+15°С. Основные ветры восточные и северо-западные.

## История
В 1875 году возле станицы Солдатская была проведена Ростово-Владикавказская железная дорога. 
В 1883 году была построена железнодорожная станция и началась застройка железнодорожного посёлка при ней.
В 1967 году в посёлок при железнодорожной станции, были расселены трудящиеся, занимавшихся строительством и ремонтом гидросооружений вдоль Северо-Кавказской железной дороги. Что способствовало резкому росту населения поселения.

## Население
| 2002 | 2010 | 2021 |
| ---- | ---- | ---- |
| 742  | ↗831 | ↘655 |

За межпереписной период (с 2010 по 2021 год) население посёлка уменьшилось на 176 чел. (- 21,18 %).
Национальный состав
По данным Всероссийской переписи населения 2021 года:
| Народ                | Численность, чел. | Доля от всего населения, % | Доля от указавших нац-ть, % |
| -------------------- | ----------------- | -------------------------- | --------------------------- |
| русские              | 395               | 60,31 %                    | 61,34 %                     |
| турки                | 142               | 21,68 %                    | 22,05 %                     |
| кабардинцы (черкесы) | 67                | 10,23 %                    | 10,40 %                     |
| балкарцы             | 9                 | 1,37 %                     | 1,40 %                      |
| чеченцы              | 8                 | 1,22 %                     | 1,24 %                      |
| другие               | 23                | 3,51 %                     | 3,57 %                      |
| нет / не указано     | 11                | 1,68 %                     | -                           |
| всего                | 655               | 100 %                      | 100 %                       |

Половозрастной состав
По данным Всероссийской переписи населения 2010 года:
| Возраст     | Мужчины, чел. | Женщины, чел. | Общая численность, чел. | Доля от всего населения, % |
| ----------- | ------------- | ------------- | ----------------------- | -------------------------- |
| 0 — 14 лет  | 88            | 90            | 178                     | 21,42 %                    |
| 15 — 59 лет | 230           | 287           | 517                     | 62,21 %                    |
| от 60 лет   | 64            | 72            | 136                     | 16,37 %                    |
| Всего       | 382           | 449           | 831                     | 100,0 %                    |

Мужчины — 382 чел. (45,97 %). Женщины — 449 чел. (54,03 %).
Средний возраст населения — 35,7 лет. Медианный возраст населения — 33,7 лет.
Средний возраст мужчин — 34,8 лет. Медианный возраст мужчин — 32,5 лет.
Средний возраст женщин — 36,5 лет. Медианный возраст женщин — 34,4 лет.

## Инфраструктура
На территории станции функционирует железнодорожная станция Солдатская, участковая больница и дошкольное учреждение. Иные объекты социальной инфраструктуры расположены в сельском центре — станице Солдатская.

## Улицы
На территории населённого пункта зарегистрировано 5 улиц:
| 1917 км |
| Батюк   |

| Белоконь |
| Дома ХПП |

| Зенковского |